# Lurnfeld

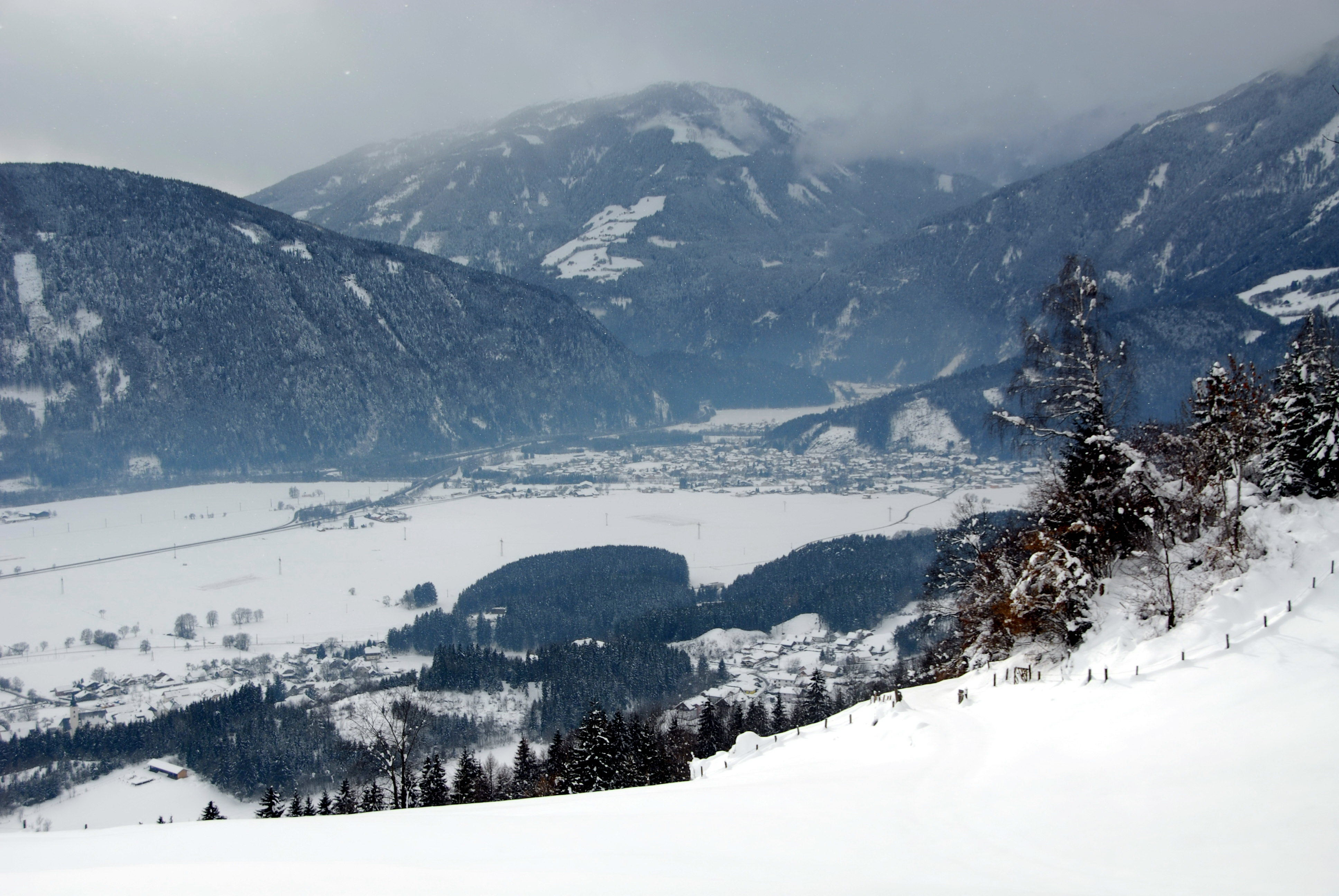
Möllbrücke mit Hoher Stand dahinter

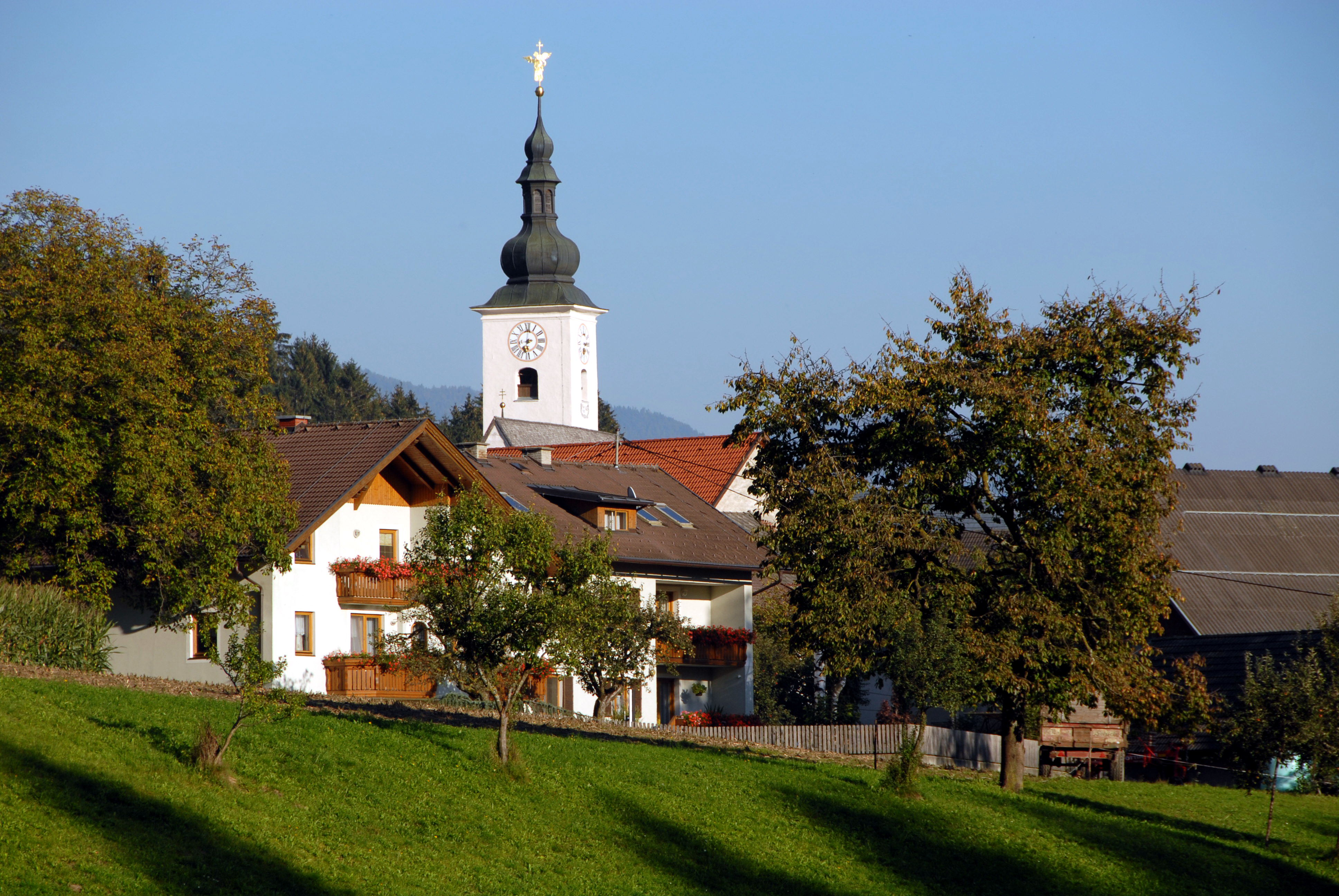
Pusarnitz

Lurnfeld ist eine Marktgemeinde im Bezirk Spittal an der Drau in Kärnten in Österreich, mit 2676 Einwohnern (Stand 1. Jänner 2025).

## Geographie

### Geographische Lage
Lurnfeld ist eine Flächengemeinde und befindet sich am Westrand der gleichnamigen Beckenlandschaft am Ende des oberen Drautals. Der Hauptort Möllbrücke liegt an der Mündung der Möll in die Drau, wenige Kilometer westlich von Spittal an der Drau. Die im Westen der Gemeinde ansteigende Kreuzeckgruppe trennt das Mölltal vom oberen Drautal. Der höchste Punkt der Gemeinde ist die Kleine Leier (2662 m) in der Reißeckgruppe.

### Gemeindegliederung
Die Marktgemeinde ist in vier Katastralgemeinden gegliedert: Möllbrücke I, Möllbrücke II, Möllbrücke III und Pusarnitz.
Das Gemeindegebiet umfasst folgende 13 Ortschaften (in Klammern Einwohnerzahl Stand 1. Jänner 2025):
- Altenmarkt (66)
- Drauhofen (7)
- Göriach (276)
- Metnitz (38)
- Möllbrücke (1269)
- Pattendorf (210)
- Premersdorf (41)
- Pusarnitz (487)
- St. Gertraud (25)
- St. Stefan (4)
- Steindorf (204)
- Stöcklern (34)
- Tröbach (15)

### Nachbargemeinden
|             |                                             |              |
| Mühldorf    | Kompassrose, die auf Nachbargemeinden zeigt | Lendorf      |
| Sachsenburg |                                             | Baldramsdorf |

## Geschichte
Zur Zeit der Römer in Kärnten wurde das vallis Lurna erwähnt, urkundlich ist das Lurnfeld seit 891 (als Liburnia) bekannt.
Die Ortschaft Möllbrücke wurde in einer Urkunde aus dem Jahr 1253 erstmals als mölnprukke erwähnt und war spätestens ab 1307 Sitz eines Landgerichts der Grafen von Görz.
Pusarnitz, 1072 erstmals urkundlich erwähnt, erlangte durch den Frieden von Pusarnitz, der im Jahr 1460 die Auseinandersetzungen zwischen Kaiser Friedrich III. und Graf Johann von Görz um die Grafschaft Cilli beendete, überregionale Bedeutung. Während sich das benachbarte Sachsenburg schon ab dem 13. Jahrhundert zu einem bedeutenden Marktflecken entwickelt hatte, gewann Möllbrücke vor allem durch eine Messingfabrik, die von ca. 1597 bis 1775 bestand, überregional an Bedeutung.
Im August 1825 kam der Wiener Alpinist und Hofkammerbeamte Josef Kyselak (1798–1831) bei seiner Österreichwanderung von Lendorf kommend in Möllbrücke an. Er schrieb: „In einer halben Stunde erreicht man auf der Fahrstraße Möllbrücke – nur einige Häuser, wo etwas unterhalb die Möll in die Drau sich ergießt. Über die Brücke durch Altenmarkt führt die Straße nach Tirol, diesseits am linken Ufer der brausenden Möll, nach Salzburg. An der Brücke zeigen einige Denktafeln einige Unglücksfälle, welche diese unbändige Nympfe im Zorne oft auszuüben pflegt. Da wurden Häuser weggeschwemmt, Lastwägen samt Kutscher in den Fluten begraben ec., man soll wider Willen dieser gewaltigen Alpentochter Feind werden, und doch ist man froh, in ihrer Beschauung derer immer pittoreskerees Granittal hinauf zu wandern.“
Bei der Bildung von Ortsgemeinden im Jahr 1850 bildete sich auf dem heutigen Gemeindegebiet neben der alten Marktgemeinde Sachsenburg zunächst die Gemeinde Pusarnitz, die schon 1865 nach Sachsenburg eingemeindet wurde, sich aber 1889 wieder – gemeinsam mit der Ortschaft Möllbrücke – verselbständigte. 1909 spaltete sich Möllbrücke von der Gemeinde Pusarnitz ab. Die drei Gemeinden Sachsenburg, Möllbrücke und Pusarnitz wurden bei der Gemeindestrukturreform 1973 zur neuen Großgemeinde Lurnfeld zusammengeschlossen, aus der sich Sachsenburg nach einer Volksbefragung im Jahr 1992 wieder verselbständigte.

### Bevölkerungsentwicklung
Zum Zeitpunkt der Volkszählung 2001 hatte Lurnfeld 2718 Einwohner, davon waren 85,4 % österreichische Staatsbürger. 82,2 % der Bevölkerung bekannten sich zur römisch-katholischen und 7,8 % zur evangelischen Kirche und 1,1 % zum Islam. 6,4 % der Bevölkerung waren ohne religiöses Bekenntnis.
| Lurnfeld: Einwohnerzahlen von 1869 bis 2024         | Lurnfeld: Einwohnerzahlen von 1869 bis 2024 | Lurnfeld: Einwohnerzahlen von 1869 bis 2024 | Lurnfeld: Einwohnerzahlen von 1869 bis 2024 | Lurnfeld: Einwohnerzahlen von 1869 bis 2024 |
| --------------------------------------------------- | ------------------------------------------- | ------------------------------------------- | ------------------------------------------- | ------------------------------------------- |
| Jahr                                                |                                             |                                             |                                             | Einwohner                                   |
| 1869                                                | 1869                                        |                                             | 1.237                                       | 1.237                                       |
| 1880                                                | 1880                                        |                                             | 1.271                                       | 1.271                                       |
| 1890                                                | 1890                                        |                                             | 1.459                                       | 1.459                                       |
| 1900                                                | 1900                                        |                                             | 1.506                                       | 1.506                                       |
| 1910                                                | 1910                                        |                                             | 1.754                                       | 1.754                                       |
| 1923                                                | 1923                                        |                                             | 1.882                                       | 1.882                                       |
| 1934                                                | 1934                                        |                                             | 1.995                                       | 1.995                                       |
| 1939                                                | 1939                                        |                                             | 1.998                                       | 1.998                                       |
| 1951                                                | 1951                                        |                                             | 2.465                                       | 2.465                                       |
| 1961                                                | 1961                                        |                                             | 2.424                                       | 2.424                                       |
| 1971                                                | 1971                                        |                                             | 2.621                                       | 2.621                                       |
| 1981                                                | 1981                                        |                                             | 2.545                                       | 2.545                                       |
| 1991                                                | 1991                                        |                                             | 2.631                                       | 2.631                                       |
| 2001                                                | 2001                                        |                                             | 2.718                                       | 2.718                                       |
| 2011                                                | 2011                                        |                                             | 2.580                                       | 2.580                                       |
| 2021                                                | 2021                                        |                                             | 2.666                                       | 2.666                                       |
| 2024                                                | 2024                                        |                                             | 2.657                                       | 2.657                                       |
| Quelle(n): Statistik Austria, Gebietsstand 1.1.2021 |                                             |                                             |                                             |                                             |

## Kultur und Sehenswürdigkeiten

### Wallfahrtskirche Maria in Hohenburg

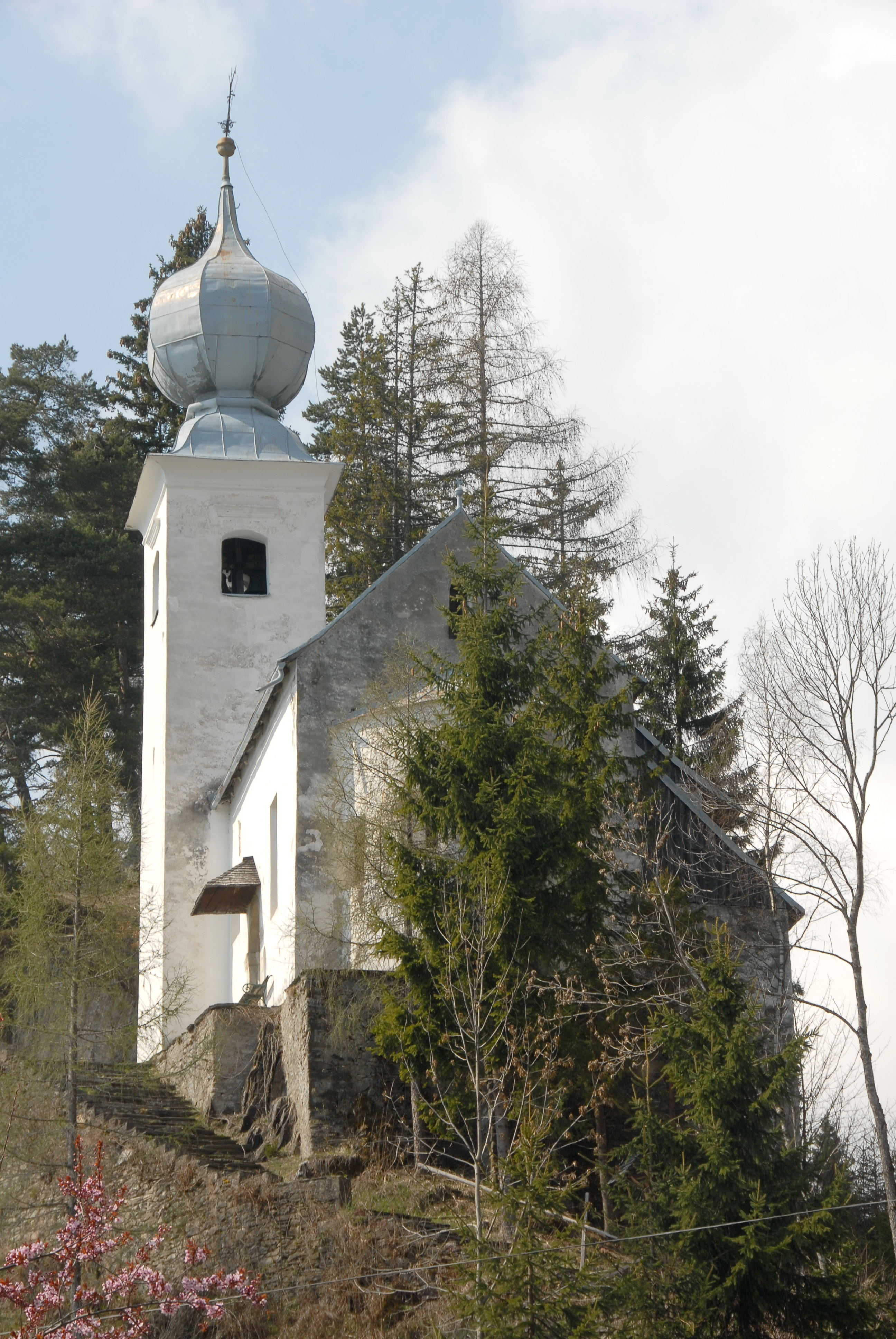
Kirche Maria in Hohenburg

Über dem Lurnfeld zwischen Spittal an der Drau und Möllbrücke liegt in 974 m Seehöhe sonnseitig die Kirche Maria in Hohenburg. Mit dem Aufstellen einer Marienstatue aus Altötting 1706 wurde aus ihr die Marienkirche Hohenburg. Die ältesten Teile, der Altarraum und das Südportal, stammen noch aus der karolingischen Zeit.
1714 wurde anlässlich einer Vergrößerung der Kapelle ein Hochaltar mit einem Gitter davor aufgestellt. 1776 wurde die Kirche durch Absprengung des Felsens nach Westen verlängert, ein höherer Turm und der Sängerchor gebaut. Um den erwarteten Besucherstrom zur 250-Jahr-Feier der Wallfahrtskirche besser bewältigen zu können, wurde 1956 das Anschlussstück der Hirschbergstraße nach Hohenburg ausgebaut.
Der Rundblick vom Vorplatz der Kirche aus umfasst den Millstätter See, die Nockberge, Spittal an der Drau, das untere Drautal bis zum Mittagskogel bei Villach, die Karawanken, das Goldeck, Latschur, Reißkofel, die Kreuzeckgruppe, und den Salzkofel bis zu den Mallnitzer Tauern.

### Ruine Hohenburg

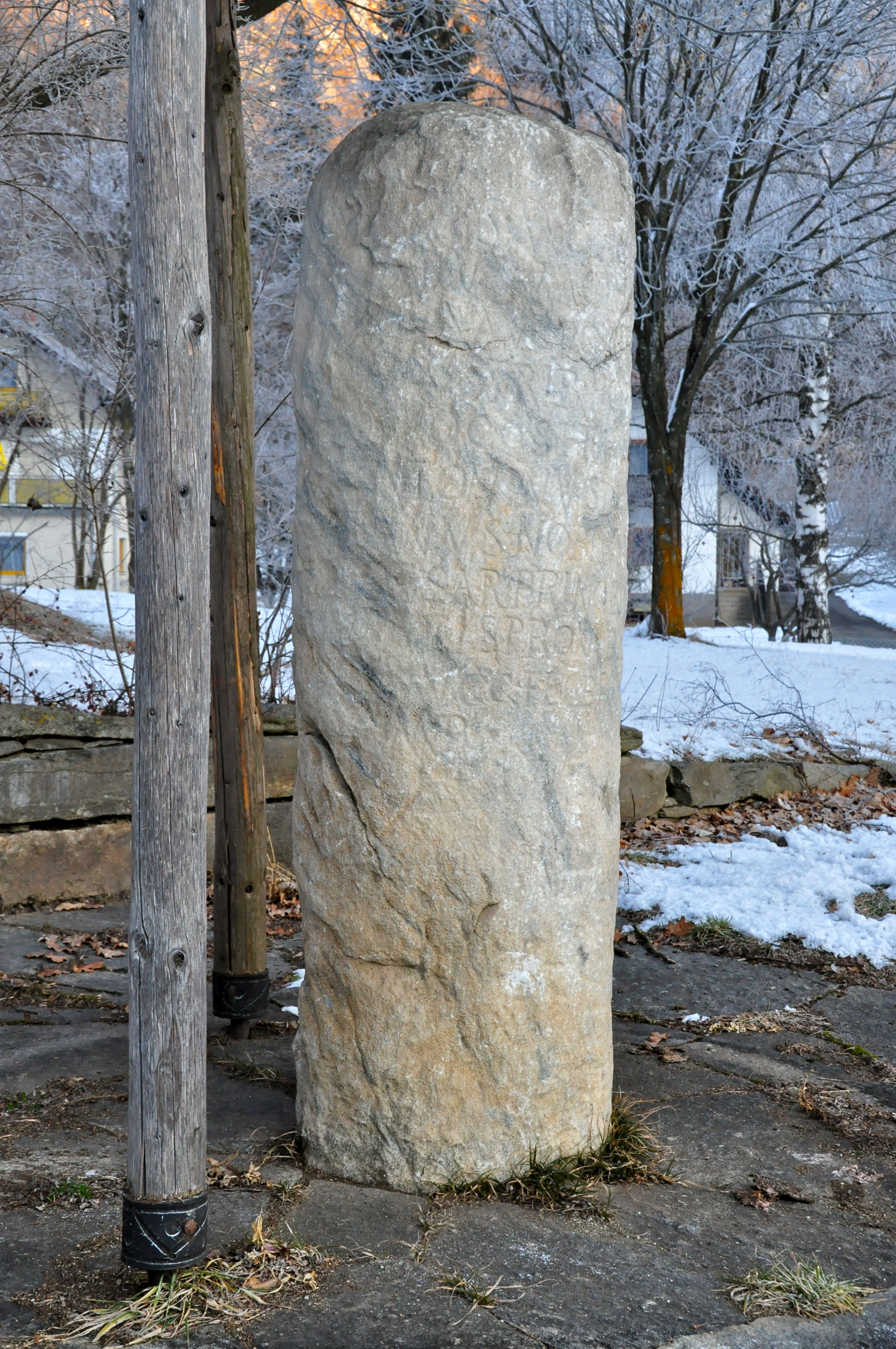
Römischer Meilenstein in Möllbrücke

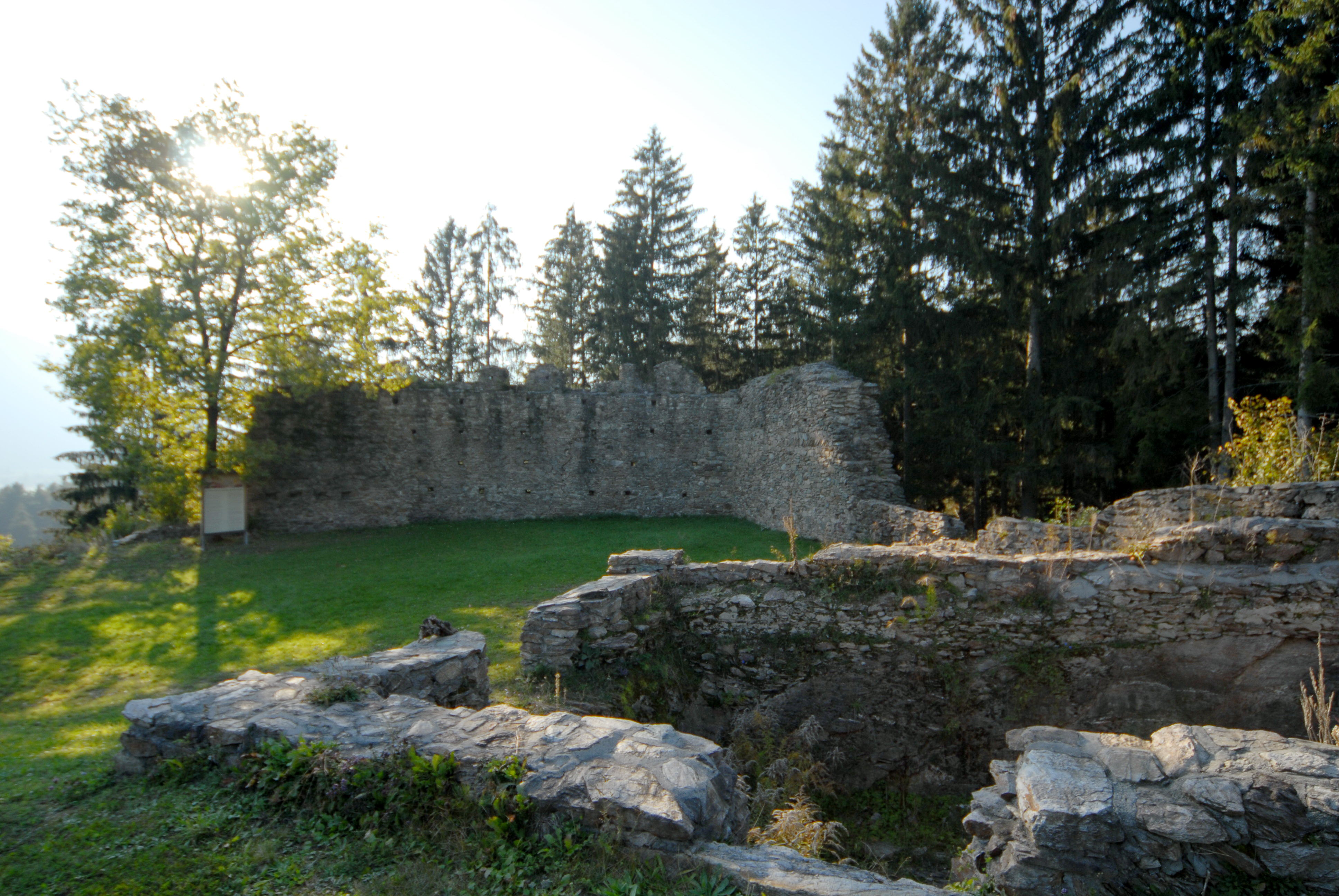
Burgruine Feldsberg

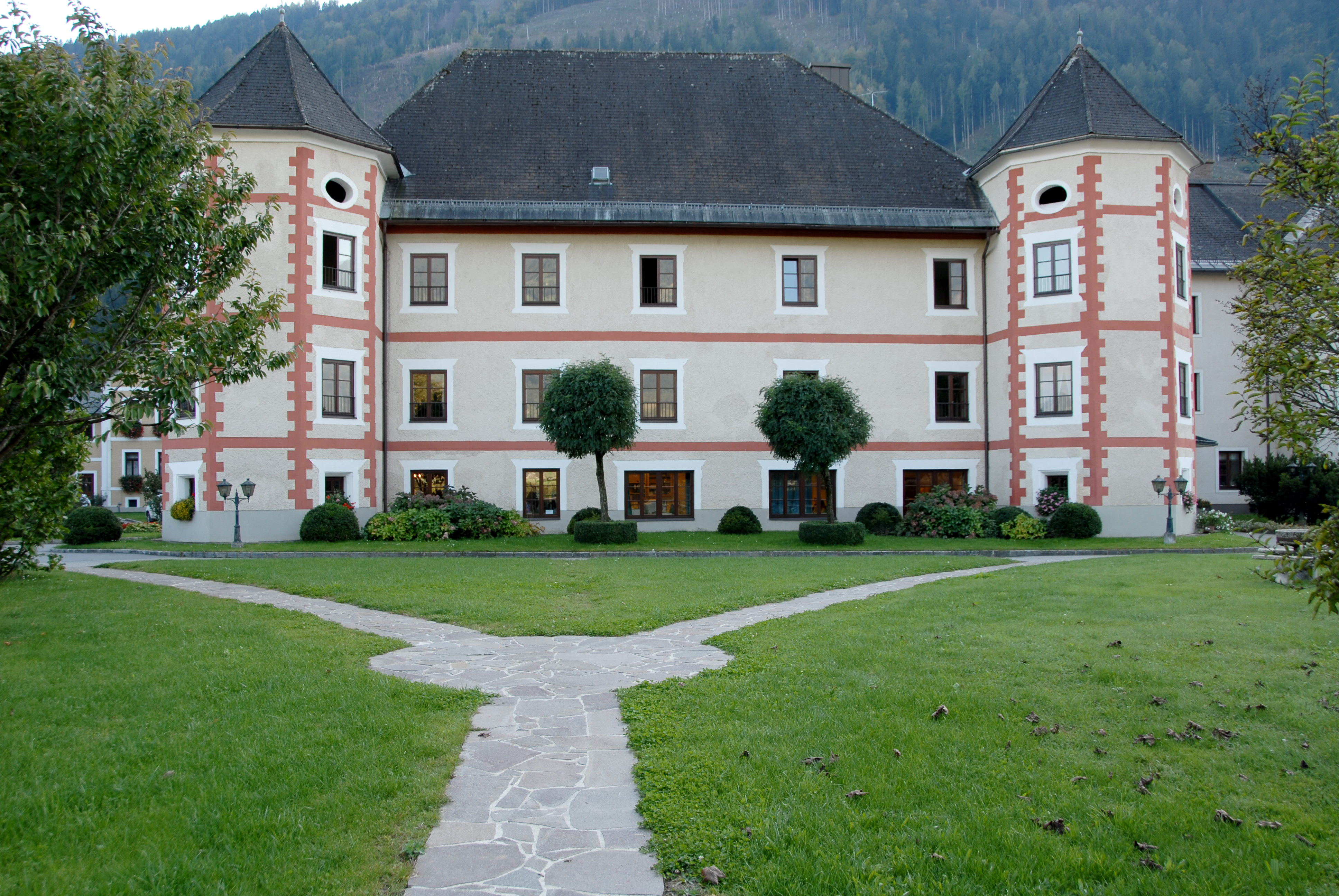
Schloss Drauhofen

Über der Kirche erhebt sich ein senkrecht abfallender Felsen, auf dem die aus dem 9. Jahrhundert stammenden Mauerreste der einstigen Hohenburg, Sitz der Grafen von Lurn, die den Lurngau verwalteten – erhalten sind. Bereits 1149 starb der letzte Graf dieses Geschlechts als Bischof von Trient. Die Burg kam in den Besitz der Salzburger Bischöfe, die restliche Grafschaft Lurn teilten sich die Görzer und Ortenburger Adelshäuser. Den Salzburgern war der steile Aufstieg wohl zu mühsam, sie bauten sich im Tal das Schloss Feldsberg (Ruine westlich von Pusarnitz); die Hohenburg war dem Verfall geweiht.

### Römischer Meilenstein in Möllbrücke
Beim Personalhausbau der Kärntner Holzindustrie F.X. Wirth fand man im Jahre 1944 den Meilenstein aus dem Jahre 218 nach Christus. Die Fundstelle liegt in einer Entfernung von genau einer römischen Meile oder 7,5 Kilometern von Teurnia.
Die Aufstellung des Steines erfolgte durch die Österreichischen Draukraftwerke und die Marktgemeinde Lurnfeld. Der Aufstellungsort ist auf dem Gelände des Wasserkraftwerkes Möllbrücke ungefähr 100 Meter vom Fundort entfernt. Der Stein ist Eigentum der Firma F.X. Wirth.

### Weitere Bauwerke
- Burgruine Feldsberg westlich von Pusarnitz
- Kirche St. Leonhard in Möllbrücke, 1234 erstmals urkundlich erwähnt, Wehrkirche in spätgotischem Stil
- Zoggermühle in Stöcklern
- Schloss Drauhofen
- Kirche St. Michael in Pusarnitz, vor ca. 1000 Jahren errichtet, Wehrkirche in gotischem Stil

## Wirtschaft und Infrastruktur

### Wirtschaftssektoren
Die folgende Tabelle zeigt die Entwicklung der Betriebsanzahl und der Beschäftigten in den Wirtschaftssektoren:
| Wirtschaftssektor            | Anzahl Betriebe | Anzahl Betriebe | Anzahl Betriebe | Erwerbstätige | Erwerbstätige | Erwerbstätige |
| Wirtschaftssektor            | 2021            | 2011            | 2001            | 2021          | 2011          | 2001          |
| ---------------------------- | --------------- | --------------- | --------------- | ------------- | ------------- | ------------- |
| Land- und Forstwirtschaft 1) | 59              | 74              | 93              | 72            | 85            | 79            |
| Produktion                   | 43              | 29              | 25              | 251           | 231           | 272           |
| Dienstleistung               | 137             | 125             | 92              | 612           | 448           | 429           |

1) Betriebe mit Fläche in den Jahren 2010 und 1999, Arbeitsstätten im Jahr 2021

### Verkehr
- Eisenbahn: Durch das Gemeindegebiet verläuft die Drautalbahn. Sie bietet stündliche Schnellbahnverbindungen nach Lienz und Spittal an der Drau.[9]
- Straße: In Möllbrücke zweigt die Mölltal Straße B106 von der Drautal Straße B100 ab.
- Rad: Beim Bahnhof Möllbrücke trifft der Glockner Radweg auf den Drauradweg.

## Politik

### Gemeinderat und Bürgermeister
Der Gemeinderat von Lurnfeld hat 19 Mitglieder.
- Mit der Gemeinderatswahl 2015 hatte er folgende Zusammensetzung: 9 SPÖ, 5 FPÖ und 5 Liste für Lurnfeld (LFL).[10]
- Mit der Gemeinderatswahl 2021 hat er folgende Zusammensetzung: 7 SPÖ, 5 Gemeinschaftsliste Lurnfeld (GL), 2 FPÖ und 5 Liste für Lurnfeld (LFL).[11][12]

Nach dem Rücktritt von Bürgermeister Rudolf Hartlieb, Vizebürgermeister Josef Stanitznig und GR Rudolf Hartlieb Jun. (alle 3 FPÖ, vormals FPK und BZÖ) fand am 25. August 2013 eine Bürgermeisternachwahl statt, aus der Gerald Preimel (SPÖ) als Sieger hervorging. Bei der Bürgermeisterwahl 2021 wurde Preimel im Amt bestätigt.

### Wappen
Die Gemeinde erhielt am 30. November 1983 die Berechtigung zur Führung eines Wappens und einer Flagge mit folgender Beschreibung:
„In Blau eine goldene Deichsel, bedeckt mit einer goldenen Bogenbrücke, deren mittlerer Bogen ganz sichtbar ist. Die Fahne zeigt die Farben Blau-Gold mit eingearbeitetem Wappen.“
Deichsel und Brücke symbolisieren sowohl den Zusammenfluss von Möll und Drau als auch Handel und Verkehr an der historischen Brückenlage. Die Farben Blau und Gelb leiten sich vom alten Sachsenburger Wappen ab, da Sachsenburg zum Zeitpunkt der Wappenverleihung noch Teil der Marktgemeinde Lurnfeld war.

## Persönlichkeiten

### Söhne und Töchter der Gemeinde
- David Pichler (1820–1884), Gutsbesitzer und Politiker
- Johann Rainer (1923–2015), Historiker und Hochschullehrer
- Wolfgang Thaler (* 1958), Kameramann, Regisseur
- Christian Schmölzer (* 1968), Sportmanager

### Mit Lurnfeld verbundene Persönlichkeiten
- Else Jahn (1913–2008), österreichische Entomologin (in Möllbrücke bestattet)[15]
- Horst Pirker (* 1959), Manager
- Helga Knicek (* 1967), Politiker